# آدامی
آدامی (به لاتین: Aadami) یک روستا در استونی است که در دهستان هاسلاوا واقع شده‌است.